# Assemblée de la Polynésie française
Die Assemblée de la Polynésie française (tahitianisch Te âpooraa rahi o te fenua Māòhi) ist die Legislative des zu Frankreich gehörenden autonomen Gebietes Französisch-Polynesien.

## Geschichte
Unter Königin Pomaré Vahine IV. wurde Tahiti, die Hauptinsel Französisch-Polynesiens, 1843 ein Protektorat Frankreichs. Ein Erlass vom 30. Juni 1880 führte ein Conseil colonial mit 12 gewählten Mitgliedern ein, der eine beratende Funktion für den Kommandanten der Kolonie hatte. Mit dem Erlass vom 28. Dezember 1885 wurde ein Generalrat (Conseil général) mit 18 Mitgliedern eingeführt, der in fünf Wahlkreisen gewählt wurde. Dieser wurde durch das Dekret vom 19. Mai 1903 abgeschafft, das einen beratenden Verwaltungsrat (Conseil d'administration) einrichtete, der sich aus lokalen Persönlichkeiten zusammensetzte und mit einer ständigen Kommission verbunden war. Mit dem Dekret vom 1. Oktober 1932 wurden Wirtschafts- und Finanzdelegationen (Délégations économiques et financières) eingerichtet, die über Haushaltsfragen beraten sollten. Diese sowie der Verwaltungsrat wurden durch das Dekret vom 31. August 1945 abgeschafft, das eine Assemblée représentative mit 20 gewählten Mitgliedern einführte. Schließlich wurde mit dem Dekret vom 25. Oktober 1946 eine Assemblée représentative territoriale geschaffen, die sich mit den spezifischen Interessen des Gebiets befassen sollte. Seit 1996 lautet die Bezeichnung Assemblée de la Polynésie française. In den Jahren 2004 und 2005 hat sich die politische Situation des Landes sehr stark verändert. Im Februar 2004 wurde ein neues Autonomiestatut für Französisch-Polynesien beschlossen. Unter anderem änderte sich der offizielle Status des Gebietes als französisches Übersee-Territorium (TOM = Territoire d'outre-mer) in Überseeland (POM = Pays d'outre-mer).

## Wahl der Mitglieder
Das Parlament Französisch-Polynesiens setzt sich aus 57 Mitgliedern zusammen (art. 104 de la loi organique).
Sie entstammen folgenden Wahlkreisen:
| Wahlkreise                            | Sitze  | Sitze        | Sitze          |
| Wahlkreise                            | Gesamt | Proportional | Mehrheitsbonus |
| ------------------------------------- | ------ | ------------ | -------------- |
| 1re des Îles du Vent                  | 13     | 9            | 4              |
| 2e des Îles du Vent                   | 13     | 9            | 4              |
| 3e des Îles du Vent                   | 11     | 7            | 4              |
| Îles sous le Vent                     | 8      | 5            | 3              |
| Îles Australes                        | 3      | 2            | 1              |
| Îles Gambier et îles Tuamotu de l'Est | 3      | 2            | 1              |
| Îles Tuamotu Ouest                    | 3      | 2            | 1              |
| Îles Marquises                        | 3      | 2            | 1              |

Wahlberechtigt ist jeder Bürger Französisch-Polynesiens, der das 18. Lebensjahr erreicht hat.
Französisch ist die einzige Arbeitssprache des Parlaments.

## Parlamentswahlen

### Parlamentswahlen 2013
Die Parlamentswahl in Französisch-Polynesien 2013 (französisch Élections territoriales de 2013 en Polynésie française) fand in zwei Wahlgängen am 21. April und am 5. Mai 2013 statt.

### Parlamentswahlen 2018
Die Parlamentswahl in Französisch-Polynesien 2018 (französisch Élections territoriales de 2018 en Polynésie française) fand in zwei Wahlgängen am 22. April und am 6. Mai 2018 statt.
| Parlamentswahl in Französisch-Polynesien 2018              | Parlamentswahl in Französisch-Polynesien 2018   | Parlamentswahl in Französisch-Polynesien 2018 | Parlamentswahl in Französisch-Polynesien 2018 | Parlamentswahl in Französisch-Polynesien 2018 | Parlamentswahl in Französisch-Polynesien 2018 | Parlamentswahl in Französisch-Polynesien 2018 | Parlamentswahl in Französisch-Polynesien 2018 |
| Partei                                                     | Partei                                          | 1. Wahlgang                                   | 1. Wahlgang                                   | 2. Wahlgang                                   | 2. Wahlgang                                   | 2. Wahlgang                                   | 2. Wahlgang                                   |
| Partei                                                     | Partei                                          | Stimmen                                       | %                                             | Stimmen                                       | %                                             | Sitze                                         | +/-                                           |
| ---------------------------------------------------------- | ----------------------------------------------- | --------------------------------------------- | --------------------------------------------- | --------------------------------------------- | --------------------------------------------- | --------------------------------------------- | --------------------------------------------- |
|                                                            | Tāpura huiraʻatira                              | 53.795                                        | 43,04                                         | 66.730                                        | 49,18                                         | 38                                            | Neu                                           |
|                                                            | Tāhōʻēraʻa huiraʻatira                          | 36.754                                        | 29,41                                         | 37.591                                        | 27,70                                         | 11                                            | ▼27                                           |
|                                                            | Tāvini huiraʻatira                              | 25.891                                        | 20,71                                         | 31.378                                        | 23,12                                         | 8                                             | ▼30                                           |
|                                                            | Te Ora Api o Porinetia                          | 4.606                                         | 3,69                                          |                                               |                                               | 0                                             | Neu                                           |
|                                                            | E Reo Manahune                                  | 2.503                                         | 2,00                                          | 0                                             | Neu                                           |                                               |                                               |
|                                                            | Union populaire républicaine                    | 1.441                                         | 1,15                                          | 0                                             | Neu                                           |                                               |                                               |
| Gesamt                                                     | Gesamt                                          | 124.990                                       | 100,00                                        | 135.699                                       | 100,00                                        | 57                                            | ▬                                             |
| Gültige Stimmen                                            | Gültige Stimmen                                 | 124.990                                       | 98,32                                         | 135.699                                       | 98,34                                         |                                               |                                               |
| Ungültige Stimmen                                          | Ungültige Stimmen                               | 2.134                                         | 1,68                                          | 2.286                                         | 1,66                                          |                                               |                                               |
| Abgegebene Stimmen                                         | Abgegebene Stimmen                              | 127.124                                       | 100,00                                        | 137.985                                       | 100,00                                        |                                               |                                               |
| Anzahl der Wahlberechtigten und Wahlbeteiligung            | Anzahl der Wahlberechtigten und Wahlbeteiligung | 206.670                                       | 61,51                                         | 206.496                                       | 66,82                                         |                                               |                                               |
| Quelle: www.polynesie-francaise.pref.gouv.fr (französisch) |                                                 |                                               |                                               |                                               |                                               |                                               |                                               |

### Parlamentswahl 2023
Die Parlamentswahl in Französisch-Polynesien 2023 (französisch Élections territoriales de 2023 en Polynésie française) fand in zwei Wahlgängen am 16. und 30. April 2023 statt.
Im zweiten Wahlgang erhielt die separatistische Partei Tāvini huiraʻatira von Oscar Temaru 44,2 Prozent der abgegebenen Stimmen und die absolute Mehrheit von 38 der 57 Sitze in der Territorialversammlung. Die Partei des scheidenden Präsidenten Edouard Fritch erzielte 38,5 % der Stimmen. Auf den dritten Platz kam die Liste des ehemaligen autonomistischen Vizepräsidenten Nuihau Laurey mit 17,1 % der Stimmen. Das Wahlsystem, das 2013 eingerichtet wurde, um der politischen Instabilität, die Polynesien seit 2004 erschüttert, ein Ende zu bereiten, gewährt der erstplatzierten Liste einen hohen Bonus, der ihr drei Viertel der Sitze garantiert. Der Kandidat der Partei Tāvini huiraʻatira, Moetai Brotherson, wurde am 12. Mai zum Regierungschef gewählt.
| Parlamentswahl in Französisch-Polynesien 2023   | Parlamentswahl in Französisch-Polynesien 2023   | Parlamentswahl in Französisch-Polynesien 2023 | Parlamentswahl in Französisch-Polynesien 2023 | Parlamentswahl in Französisch-Polynesien 2023 | Parlamentswahl in Französisch-Polynesien 2023 | Parlamentswahl in Französisch-Polynesien 2023 | Parlamentswahl in Französisch-Polynesien 2023 |
| Partei                                          | Partei                                          | 1. Wahlgang                                   | 1. Wahlgang                                   | 2. Wahlgang                                   | 2. Wahlgang                                   | 2. Wahlgang                                   | 2. Wahlgang                                   |
| Partei                                          | Partei                                          | Stimmen                                       | %                                             | Stimmen                                       | %                                             | Sitze                                         | +/-                                           |
| ----------------------------------------------- | ----------------------------------------------- | --------------------------------------------- | --------------------------------------------- | --------------------------------------------- | --------------------------------------------- | --------------------------------------------- | --------------------------------------------- |
|                                                 | Tāvini huiraʻatira                              | 43.401                                        | 34,90                                         | 64.551                                        | 44,32                                         | 38                                            | ▲30                                           |
|                                                 | Tāpura huiraʻatira                              | 37.880                                        | 30,46                                         | 56.118                                        | 38,53                                         | 15                                            | ▼23                                           |
|                                                 | Amuitahiraʻa o te Nunaʻa Maohi                  | 14.773                                        | 11,88                                         | 56.118                                        | 38,53                                         | 1                                             | ▼10                                           |
|                                                 | A here ia Porinetia                             | 18.067                                        | 14,53                                         | 24.989                                        | 17,16                                         | 3                                             | Neu                                           |
|                                                 | Ia Ora te Nunaʻa                                | 5.423                                         | 4,36                                          |                                               |                                               | 0                                             | Neu                                           |
|                                                 | Hau Māʻohi                                      | 2.458                                         | 1,98                                          | 0                                             | Neu                                           |                                               |                                               |
|                                                 | Heiura-Les Verts                                | 2.373                                         | 1,91                                          | 0                                             | Neu                                           |                                               |                                               |
| Gesamt                                          | Gesamt                                          | 124.375                                       | 100,00                                        | 145.658                                       | 100,00                                        | 57                                            | ▬                                             |
| Gültige Stimmen                                 | Gültige Stimmen                                 | 124.375                                       | 98,50                                         | 145.658                                       | 98,97                                         |                                               |                                               |
| Ungültige Stimmen                               | Ungültige Stimmen                               | 748                                           | 0,59                                          | 823                                           | 0,56                                          |                                               |                                               |
| Leere Stimmzettel                               | Leere Stimmzettel                               | 1.149                                         | 0,91                                          | 700                                           | 0,48                                          |                                               |                                               |
| Abgegebene Stimmen                              | Abgegebene Stimmen                              | 126.272                                       | 100,00                                        | 147.181                                       | 100,00                                        |                                               |                                               |
| Anzahl der Wahlberechtigten und Wahlbeteiligung | Anzahl der Wahlberechtigten und Wahlbeteiligung | 210.161                                       | 60,08                                         | 210.385                                       | 69,96                                         |                                               |                                               |
| Quelle: Résultats de l'élection (französisch)   |                                                 |                                               |                                               |                                               |                                               |                                               |                                               |